# Juan Santos Rebaza
Juan Santos Rebaza Carpio (n. Lima, 1 de noviembre de 1944) es un político peruano. Fue Ministro de Pesquería entre 1989-1990.

## Biografía
Realizó estudios universitarios de Ciencias Económicas en la Universidad Nacional Federico Villarreal.
Fue presidente de la Organización Mundial de Productores Pesqueros (1987-1989). Laboró en estado como Gerente General (1985-1986) y Presidente de Directorio (1986-1989) en Pesca Perú. Además, ocupó el cargo de Ministro de Pesquería (1989-1990) y Presidente de Fondo de Desarrollo Pesquero - FONDEPES (2006).
Fue militante del Partido Aprista Peruano hasta 2017.
En las elecciones regionales de 2018 participa por Movimiento Regional El Maicito donde obtuvo en primera vuelta el  15.91% de los votos, con el que disputó una segunda vuelta con el candidato Juan Carlos Morillo de Somos Perú, donde no salió electo.